# William Dole
William Dole (* 1917 in Angola, Indiana; † 1983 in Santa Barbara, Kalifornien) war ein US-amerikanischer Künstler und Kunstpädagoge, bekannt für seine Collagen.

## Leben
William Dole wurde als Sohn des Postmeisters W. Earl Dole und Edna Cowen Dole geboren. Schon in seiner Jugend zeigte er großes Interesse an Kunst, inspiriert durch Reproduktionen in Zeitschriften wie Ladies’ Home Journal und Vanity Fair. Nach der High School erhielt er Stipendienangebote von der John Herron Art School und dem Olivet College. Er entschied sich für Olivet, wo er zunächst englische Literatur und dann Kunst bei George Rickey studierte. Später erwarb er die Qualifikation als Kunstlehrer. In den 1940er Jahren besuchte Dole Kunstkurse am Mills College in Oakland, Kalifornien, wo er 1941 seine spätere Frau Kate Holcomb heiratete. Kurz darauf trat er in die US Army ein, wo er anderen Soldaten Kunstunterricht gab. Nach dem Zweiten Weltkrieg arbeitete William Dole für kurze Zeit als Werbegrafiker bei Virgil A. Advertising, bevor er 1946 ein Graduiertenstudium an der University of California, Berkeley, aufnahm. Dort unterrichtete er zwei Jahre lang im Fachbereich Kunst und begann parallel dazu, seine Werke auszustellen.
1949 wurde William Dole Assistenzprofessor an der University of California, Santa Barbara. 1955 nahm er ein Sabbatjahr und reiste mit seiner Familie nach Florenz, Italien. Dort begann er unter dem Eindruck der italienischen Landschaft und inspiriert durch ein Ledernotizbuch voller Papierreste mit der Herstellung von Collagen und wandte sich von der Aquarellmalerei ab. Nach seiner Rückkehr in die USA wurde William Dole 1958 zum Leiter der Kunstabteilung und 1962 zum Professor ernannt. Seit den 1950er Jahren spezialisierte er sich auf Collagen und fand künstlerische Anregungen bei George Braque, Kurt Schwitters und Joseph Cornell. Seine Werke wurden unter anderem in Berlin, Mexiko-Stadt, Rom und London ausgestellt.
1976 wurde die William Dole Retrospective 1960-–1975 zuerst in der Los Angeles Municipal Art Gallery und danach im Santa Barbara Museum of Art gezeigt. 1978 verlieh ihm das Olivet College die Ehrendoktorwürde in Kunst. William Dole war bis zu seinem Tod 1983 in Santa Barbara künstlerisch tätig.

## Werk
Schon als Kind zeigte William Dole großes Interesse an europäischer Malerei, insbesondere an Ölgemälden, die er auf einer Weltausstellung gesehen hatte. Diese frühen Eindrücke führten ihn zur Kunst. Ein zweijähriger Aufenthalt in Florenz ab 1955 veränderte seine künstlerische Ausrichtung. In dieser Phase begann Dole, Elemente verschiedener Landschaften zu imaginären Szenerien zu kombinieren, was ihn zur Collage als künstlerisches Mittel führte. Ab etwa 1958 wird die Collage zu seinem bevorzugten Ausdrucksmittel.
Bald distanziert sich William Dole von der gegenständlichen Verwendung der Collage und entwickelt eine abstraktere, weniger referentielle Bildsprache. Inspiriert von einer Sammlung japanischer Papiere und einem italienischen Lederjournal mit Buchseiten, Briefen und Landkarten begann er Werke zu schaffen, die sich durch eine poetische und visuell vielschichtige Wirkung auszeichnen. Ein Beispiel dafür ist die Werkreihe Memos, in der Elemente wie Briefköpfe und Verwaltungsdokumente aus seinem Arbeitsumfeld am Kunstinstitut zu gestalterischen Komponenten seiner Collagen wurden. William Dole interessierte sich dabei weniger für die Bedeutung der einzelnen Elemente als für deren formale, visuelle Qualität. Insbesondere Papierstrukturen, chinesische Schriftzeichen oder geometrische Diagramme regten ihn dazu an, Fragmente auf einer Bildfläche zu kombinieren. Seine Collagen waren Ausdruck seiner Faszination für Materialität und Typografie. Dole selbst betonte den hohen Stellenwert des geschriebenen Wortes in seinem Werk, unabhängig von dessen semantischer Bedeutung, und strebte danach, dem Betrachter neue visuelle Erfahrungen zu ermöglichen.